# Palazzo Grande

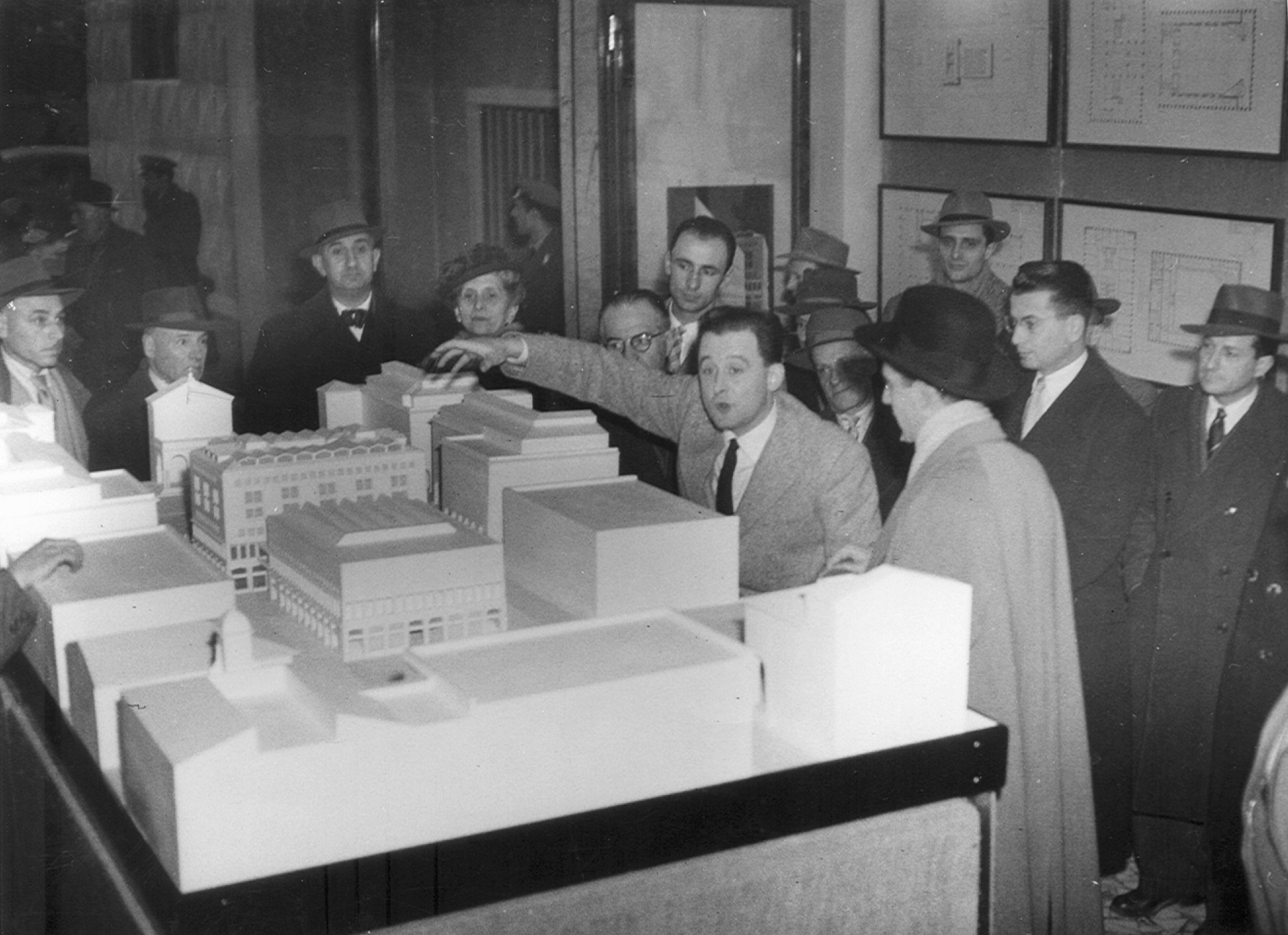
Presentazione del plastico del Palazzo Grande

Il Palazzo Grande, detto anche Nobile interrompimento, è un edificio a carattere polifunzionale ubicato in piazza Grande, nel centro Livorno. È stato inoltre sede di un cinema, un tempo attivo anche come teatro (il Cinema Teatro Grande), che però ha cessato la propria attività nel corso del 2013.

## Storia
A seguito delle distruzioni della seconda guerra mondiale, l'amministrazione comunale labronica decise di redigere un piano di ricostruzione del centro storico che per certi versi accoglieva la filosofia urbana del precedente piano piacentiniano, impostato sulla suddivisione di piazza Grande in due spazi distinti.
Per l'area della piazza Grande, nel dicembre del 1945 l'architetto Petrucci, incaricato dal ministero dei lavori pubblici, propose di rovesciare l'edificio del Duomo portandolo sul lato opposto della piazza, in modo tale da mettere in asse con via Cairoli non più l'abside ma la facciata: tale soluzione, ovviamente troppo audace, fu respinta.
Poco dopo venne rapidamente redatto da parte dell'architetto Roccatelli un nuovo piano di ricostruzione. Il primo marzo del 1947 l'amministrazione avviò un concorso di idee per il progetto di definizione di massima della via Grande e piazza Grande: la Commissione non giudicò vincitore nessun progetto tra quelli presentati, ma ne indicò alcuni meritevoli, tra i quali quello degli architetti Luigi Vagnetti, Cardini, Cristiani, Pifferi e dello scenografo Virgilio Marchi (motto "I.M.45") e quello dell'architetto Bartoli (motto "Ardenza"). Da questi progetti vennero estrapolati alcuni temi che ricompariranno poi nella soluzione definitiva: in particolare venne accolto il suggerimento di concludere la piazza e separarla dal Palazzo Comunale con un edificio a carattere funzionale avente i portici allineati a quelli della piazza.
Al principio del 1948 la Società Immobiliare presentò tuttavia un progetto di Vagnetti per un edificio molto più ampio di quello indicato nel concorso: ciò nonostante l'amministrazione lo approvò, malgrado la forte opposizione di alcuni consiglieri.
I lavori del palazzo, avviati nel 1950, furono conclusi rapidamente, tanto che, nel 1952, l'edificio poteva dirsi ultimato.
Il Cinema Teatro Grande, ospitato sul retro dell'immobile, fu inaugurato il 25 marzo del medesimo anno, con la rivista "Gran baldoria" di Garinei e Giovannini.
In anni recenti, dopo un lungo periodo di inattività, il teatro è stato trasformato in cinema multisala, con la creazione di tre sale distinte ricavate dal tamponamento della galleria al piano superiore: la sala maggiore ricalca sostanzialmente la platea del vecchio edificio, mentre i due ambienti minori sono ospitati nella sovrastante galleria. Ha cessato l'attività nell'estate 2013.

## Descrizione

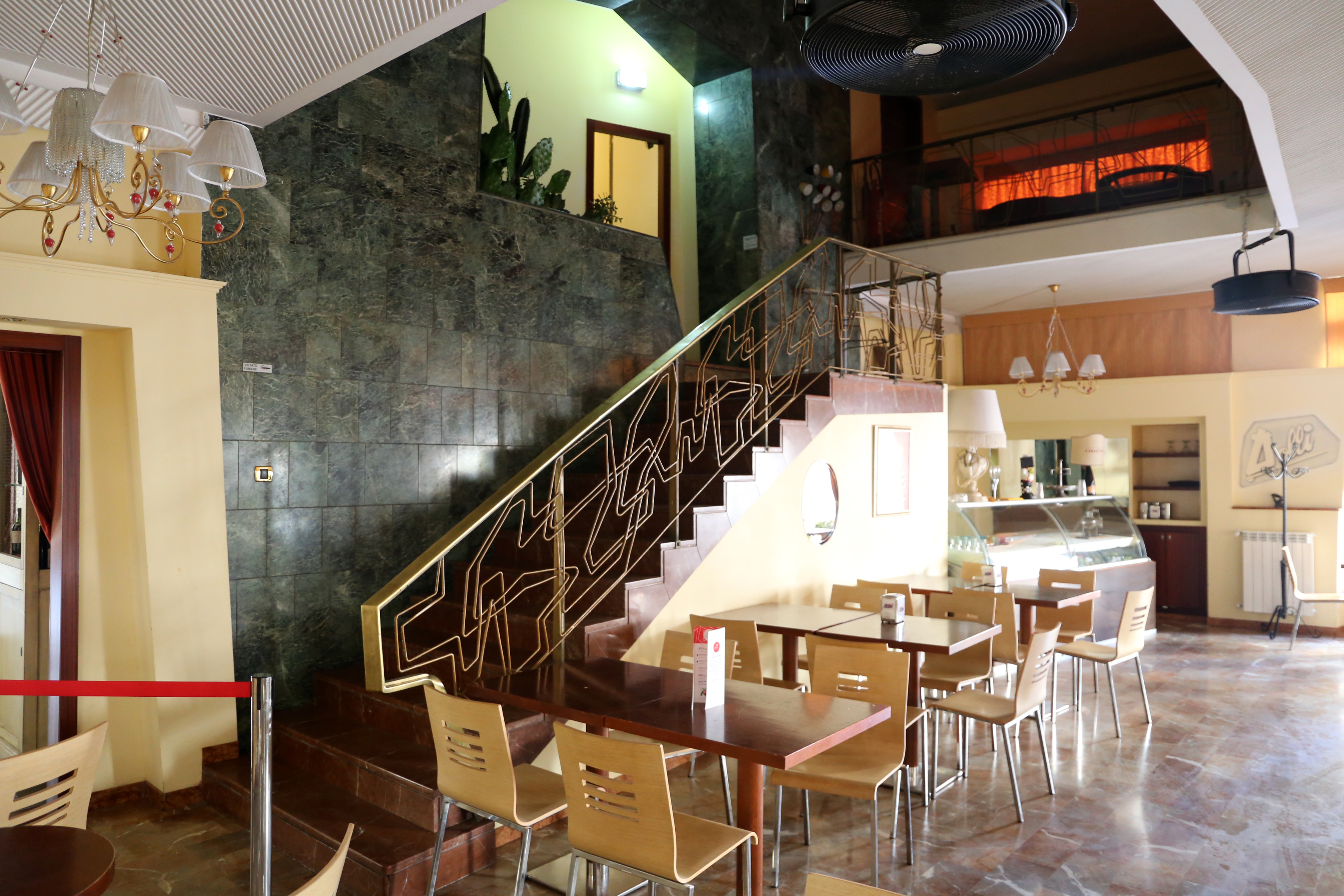
Interno

Il Palazzo Grande è situato nel cuore della città e separa, con la sua mole massiccia, lo spazio antistante al Duomo dalla piazza del Municipio.
L'edificio è un compatto volume costituito da due diversi nuclei:
- il blocco delle residenze e degli uffici su sette piani posti davanti alla suddetta chiesa;
- il blocco del cinema multisala con fronte su piazza del Municipio.

I due blocchi sono attraversati da una galleria a croce all'intersezione della quale si sviluppano i collegamenti verticali.
I fronti, rivestiti in pietra, sono scanditi: al piano terra da fornici architravati nei quali sono ricavate le luci dei mezzanini, al piano primo da una teoria serrata di finestre rettangolari e ai piani superiori da finestre a scansione modulare; il volume del cinema è concluso da una copertura dal disegno articolato a moduli triangolari ed è caratterizzato, sul fronte di piazza del Municipio, da un grande bassorilievo ceramico policromo a soggetto zoomorfo: si tratta di una chimera, tra le ultime opere di Duilio Cambellotti (1952).

## Fortuna critica

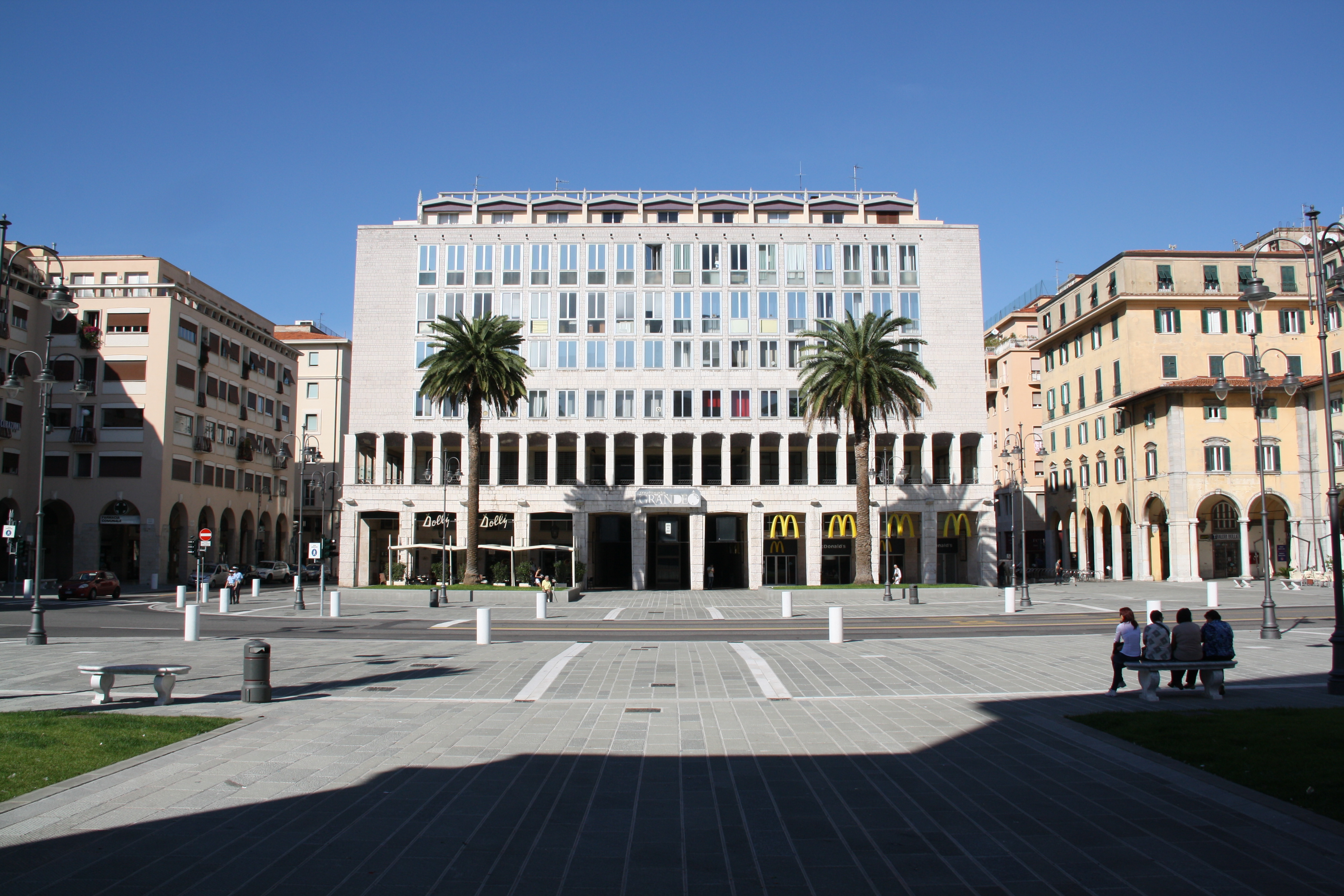
Veduta del Palazzo Grande dagli scalini del Duomo

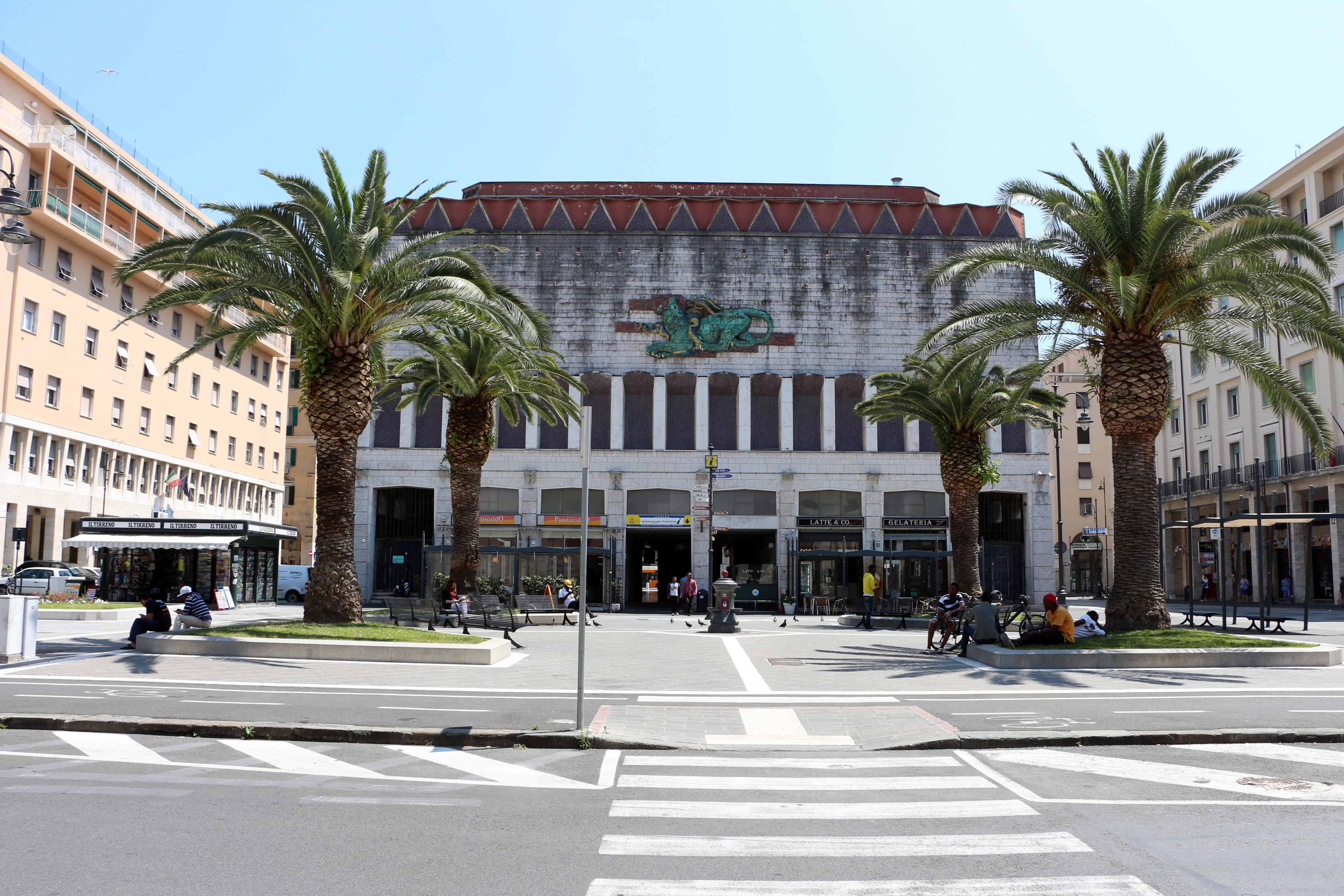
Veduta del Palazzo Grande su piazza del Municipio

I giudizi critici sull'intervento sono assai eterogenei: dalle asperrime critiche al linguaggio incline al barocchetto del Bortolotti (che nota come gli edifici riproducano, semplificati, alcuni tipi dell'edilizia dei centri urbani del periodo fascista e, nei casi migliori, portino una ritardata eco del razionalismo architettonico europeo) o al fuori scala dell'intervento del Matteoni (per il quale lo smisurato palazzo modifica in maniera irreparabile la configurazione spaziale della piazza, senza rispettare gli antichi allineamenti stradali), fa da contrappunto il giudizio del Banham che giudica positivamente la soluzione di Palazzo Grande, nel quale egli ravvede una tendenza all'eclettismo.
La cittadinanza invece non ha mai accettato fino in fondo la presenza del cosiddetto "Nobile interrompimento", continuando così a rimpiangere l'ampia piazza di un tempo, che fu persino fonte di ispirazione per l'architetto inglese Inigo Jones.
Tuttavia di quella piazza, malgrado la costruzione del palazzo, non restano che alcuni frammenti, spesso affiancati da edifici di scarso valore architettonico.